# The Hours
The Hours er en amerikansk film fra 2002 baseret på Michael Cunninghams roman af samme navn, og instrueret af Stephen Daldry. Filmen handler om tre kvinder i løbet af en dag. Handlingen de enkelte kvinder udspiller sig i henholdsvis 1923, 1951 og 2001. Nicole Kidman vandt en Oscar for bedste kvindelige hovedrolle.

## Medvirkende
1923
- Nicole Kidman ..... Virginia Woolf
- Stephen Dillane ..... Leonard Woolf
- Miranda Richardson ..... Vanessa Bell
- Lyndsey Marshal ..... Lottie Hope
- Linda Bassett ..... Nelly Boxall

1951
- Julianne Moore ..... Laura Brown
- John C. Reilly ..... Dan Brown
- Jack Rovello ..... Richie Brown
- Toni Collette ..... Kitty
- Margo Martindale ..... Mrs. Latch

2001
- Meryl Streep ..... Clarissa Vaughan
- Ed Harris ..... Richard "Richie" Brown
- Allison Janney ..... Sally Lester
- Claire Danes ..... Julia Vaughan
- Jeff Daniels ..... Louis Waters!